# Paulina Brzeźna-Bentkowska
Paulina Agata Brzeźna-Bentkowska (nascida em 10 de setembro de 1981) é uma ciclista de estrada profissional polonesa, atual membro da equipe TKK Pacific Toruń.
Brzeźna-Bentkowska é uma atleta completo, com boas atuações de escalada. Nos últimos três anos colocou alta no geral e venceu etapas em corridas por etapa, tais como Tour de Feminin-O cenu Českého Švýcarska e Gracia-Orlová, levando a classificação geral deste último em 2014.
Paulina competiu nos Jogos Olímpicos de Verão de 2008 em Pequim, terminando em oitavo lugar na prova de estrada individual, marcando o resultado mais bem-sucedido na história do ciclismo feminino da Polônia.
Destaques da carreira incluem dois títulos nacionais na prova de estrada, bem como vários pódios no Campeonato Nacional da Polônia. Brzeźna-Bentkowska também tem um registro regular em finais do Campeonato Mundial UCI – ela terminou em 10º (2012), 17º (2009, 2013) e 19º (2011).